# Aleksander (film)

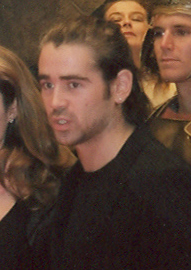
Colin Farrell, odtwórca tytułowej roli, podczas premiery filmu.

Aleksander – amerykański film fabularny z 2004 roku w reżyserii Olivera Stone’a, przedstawiający historię jednego ze strategów i władców, Aleksandra III Macedońskiego.
Historia ukazana w filmie pokrywa się w znacznym stopniu z biografią Aleksandra spisaną przez Flawiusza Arriana w jego najważniejszym dziele – Wyprawie Aleksandra Wielkiego.

## Opis fabuły
Aleksander Wielki (Colin Farrell) to jeden z władców wszech czasów – niezwykle odważny, obdarzony zmysłem strategicznym oraz nieprzeciętną urodą. Od dziecka przygotowywany był do roli wielkiego władcy i bohatera – następcy Achillesa i Heraklesa. Zwłaszcza przez ambitną i zaborczą matkę Olimpias (Angelina Jolie), która popadłszy w niełaskę króla Filipa II, zapewne widziała w synu szansę na osobisty awans w dworskiej hierarchii. Ten spełnił jej oczekiwania, przejmując tron po ojcu i stając się niekwestionowanym władcą starożytnej cywilizacji. Przez osiem lat podbił ze swą armią 90% ziem ówczesnego świata – jego imperium rozciągało się od Grecji po Indie – przemierzając przy tym 35 tys. km. Dzieje Aleksandra to życie koszarowe i bitwy, ale także skomplikowane relacje z bliskimi: dominującą matką, wymagającym ojcem, intymnym przyjacielem Hefajstionem (Jared Leto) czy Roksaną (Rosario Dawson), którą poślubił z miłości i dla spłodzenia potomka, a nie z kalkulacji politycznej.
W filmie możemy zobaczyć min. bitwę z Persami pod Gaugamelą, ciężką walkę z Hindusami, która przerodziła się w „rzeź nie mającą w ogóle żadnego sensu”, jak to powiedział Ptolemeusz w filmie, czy młodość Aleksandra i oswojenie przez Aleksandra, Bucefała.

## Obsada
- W tytułową postać Aleksandra wcielili się kolejno:
  - Jessie Kamm(inne języki) (Aleksander jako dziecko; wystąpił w sypialni matki)
  - Connor Paolo – Aleksander jako kilkunastoletni chłopiec (wystąpił na polu pojedynków i w scenie z koniem Bucefałem).
  - Colin Farrell (Aleksander od 20. roku życia do śmierci)
- Colin Farrell – Aleksander Wielki
- Angelina Jolie – Olimpias, matka Aleksandra
- Anthony Hopkins – Ptolemeusz, generał wojsk Aleksandra, później władca Egiptu
- Val Kilmer – Filip II, król macedoński i ojciec Aleksandra
- Rosario Dawson – Roksana, księżniczka baktryjska i żona Aleksandra
- Connor Paolo – młody Aleksander
- Jared Leto – Hefajstion, przyjaciel Aleksandra i dowódca wojsk
- Christopher Plummer – Arystoteles, nauczyciel Aleksandra
- Jonathan Rhys-Meyers – Kassander
- Morgan Christopher Ferris(inne języki) – młody Kassander
- Raz Degan – Dariusz III, król perski
- Gary Stretch – Klejtos, generał wojsk Aleksandra
- Annelise Hesme(inne języki) – Statejra I, siostra i żona Dariusza III

## Box office
| Świat | US$ 167,298,192 |

## Odbiór filmu
Film spotkał się z negatywnym przyjęciem przez krytyków; serwis Rotten Tomatoes w oparciu o opinie ze 195 recenzji przyznał mu wynik 16%.